# ゲヴァントハウス
ゲヴァントハウス（ドイツ語: Gewandhaus）は、ドイツのザクセン州ライプツィヒにあるコンサートホールである。
ライプツィヒ・ゲヴァントハウス管弦楽団の本拠地として使われている。

## 歴代ゲヴァントハウス

### 初代ゲヴァントハウス
最初のゲヴァントハウスホールは、1781年11月にオープンした。「ゲヴァントハウス」とは、ドイツ語で「織物会館」という意味で、織物の倉庫や取引所として使用されていた建物の中に作られたホールだった。
客席数はオープン時500席。木造かつ建物の2・3階にあったため音響は非常に悪かった。座席数は1842年の改修を受けて1000席に増えた。初代ゲヴァントハウスは、オーケストラが新ゲヴァントハウス（2代目）に移った後の1894年に取り壊された。（現存しない）

### 2代目ゲヴァントハウス
初代ゲヴァントハウスが手狭になったことを受け、1884年12月に新ゲヴァントハウスが落成した。2代目も名前は「織物会館」のままだが、純粋なコンサートホールとして作られた。新古典主義建築様式の馬蹄型コンサートホールで、大ホールは1500席、小ホールは500席を有した。このホールは音響に優れており、後にボストンのシンフォニーホールの設計の参考にされた。新ゲヴァントハウスは建築家マルティン・グロピウスとハイノ・シュミーデンによって設計された。新ゲヴァントハウスは1944年2月に空襲で被害を受けて廃墟となった。その後20年以上、廃墟として保存されていたが、1968年に取り壊しが決まった。

### 現在のゲヴァントハウス（3代目）
3代目となる現在のゲヴァントハウスは、ライプツィヒ旧市街アウグストゥス広場に東ドイツ時代に建設され、1981年に落成した。コンクリート建築に、ガラスのファサードをもつ現代建築である。建築に当たっては、建築家ルドルフ・スコダと、当時の音楽監督クルト・マズアが設計に深く関わった。入り口ホワイエは、4階吹き抜けで、ロビーの天井にはズィグハルト・ギレ(de)による天井画「人生の賛歌」が描かれている。
ヴィンヤード型の大ホールは1920席あり、野外劇場風に六角形の形をしており音響効果の評価が高い。大ホールには、6638本のパイプをもつポツダム・シュッケ社のパイプオルガンを有し、これは東ドイツ時代に作られた最大のパイプオルガンである。小ホールの「メンデルスゾーン・ホール」は498席である。2005年には来場者数1000万人を突破した。

## ギャラリー

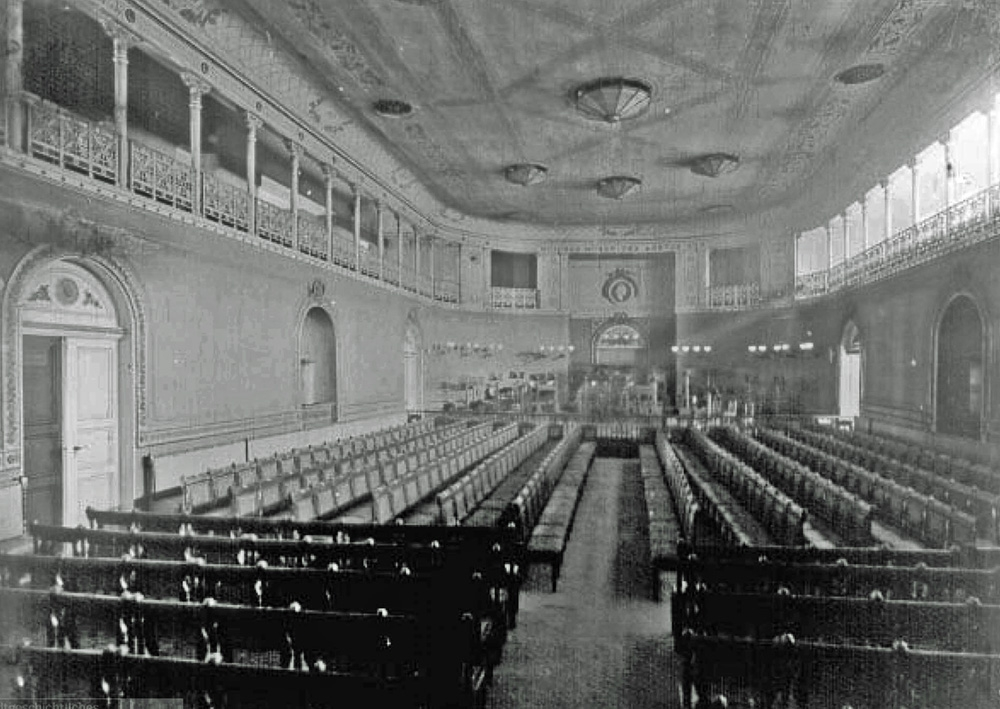
初代ゲヴァントハウスのホール
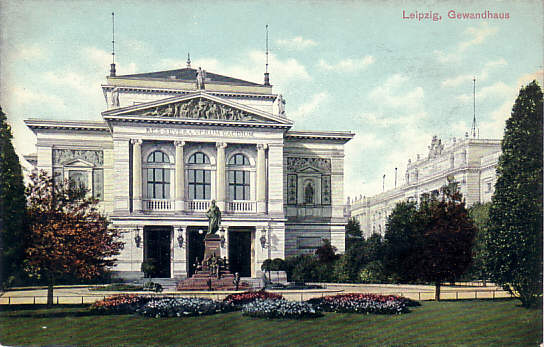
2代目ゲヴァントハウス
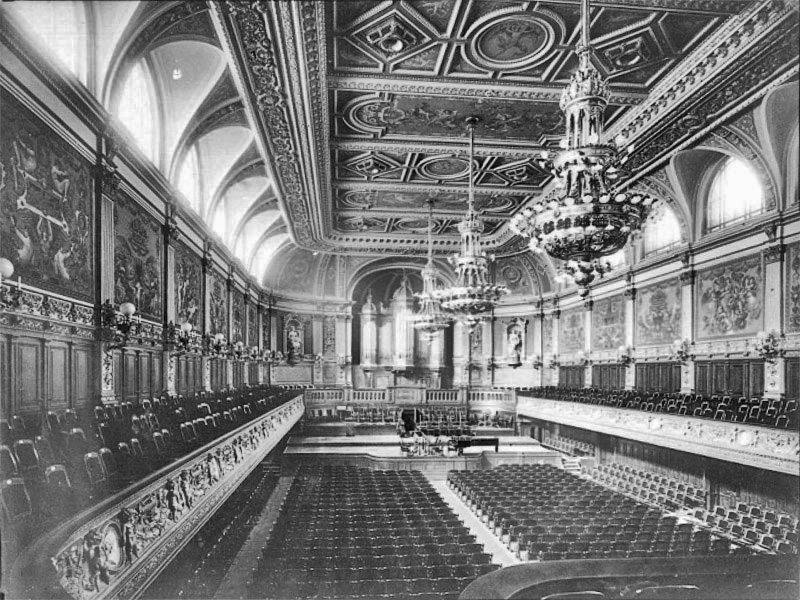
2代目ゲヴァントハウス ホール内部
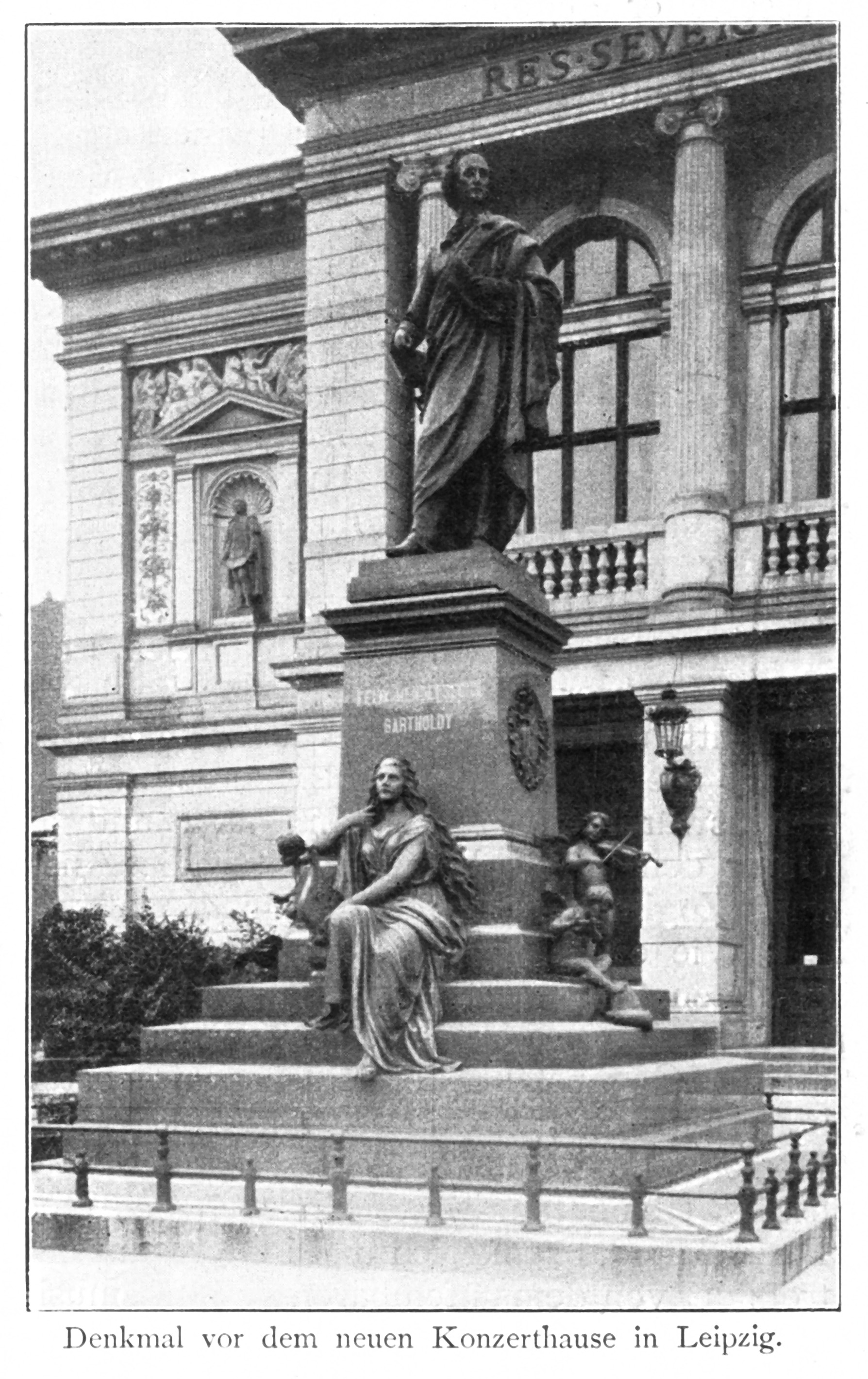
2代目ゲヴァントハウスの前に建てられていたフェリックス・メンデルスゾーン像。メンデルスゾーンはユダヤ系であったため、1936年にナチス政権によって撤去された。
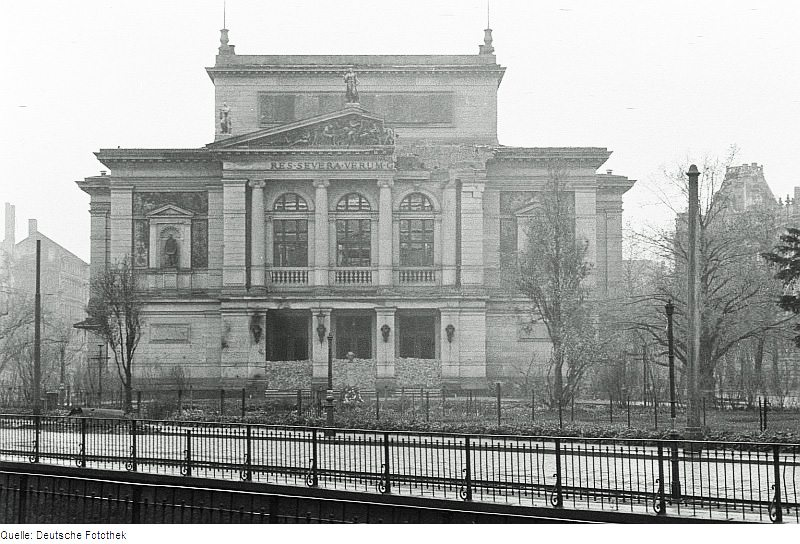
第二次世界大戦で破壊された2代目ゲヴァントハウス 1947年
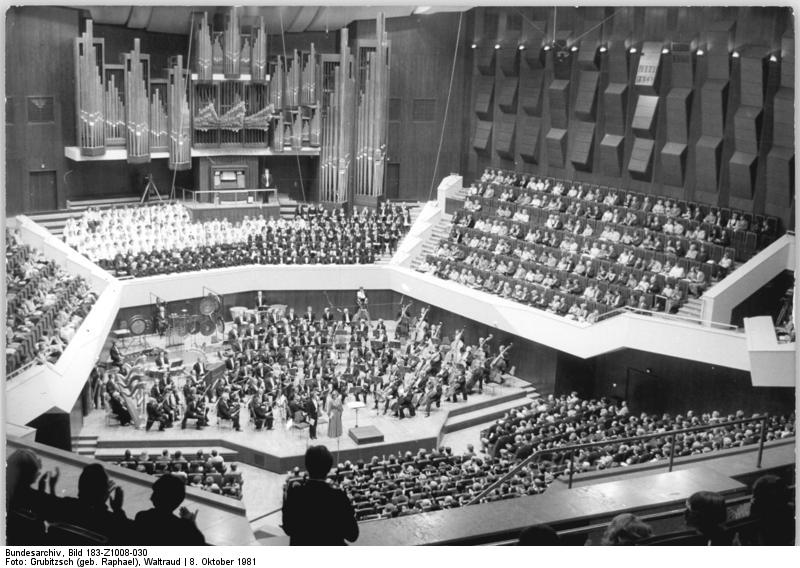
1981年のライプツィヒ・ゲヴァントハウス管弦楽団による新ゲヴァントハウスのこけら落とし公演
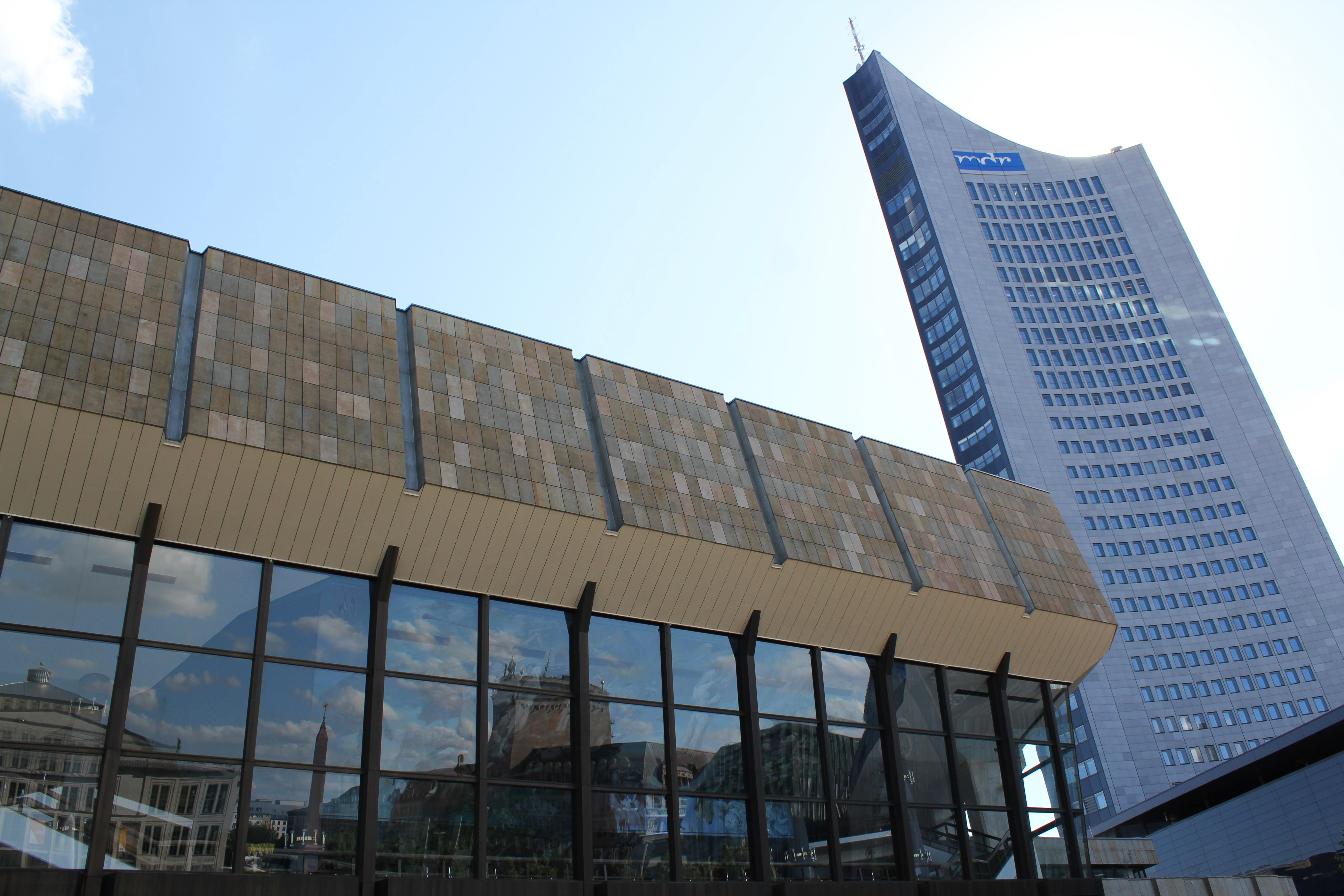
ゲヴァントハウス 2012年6月
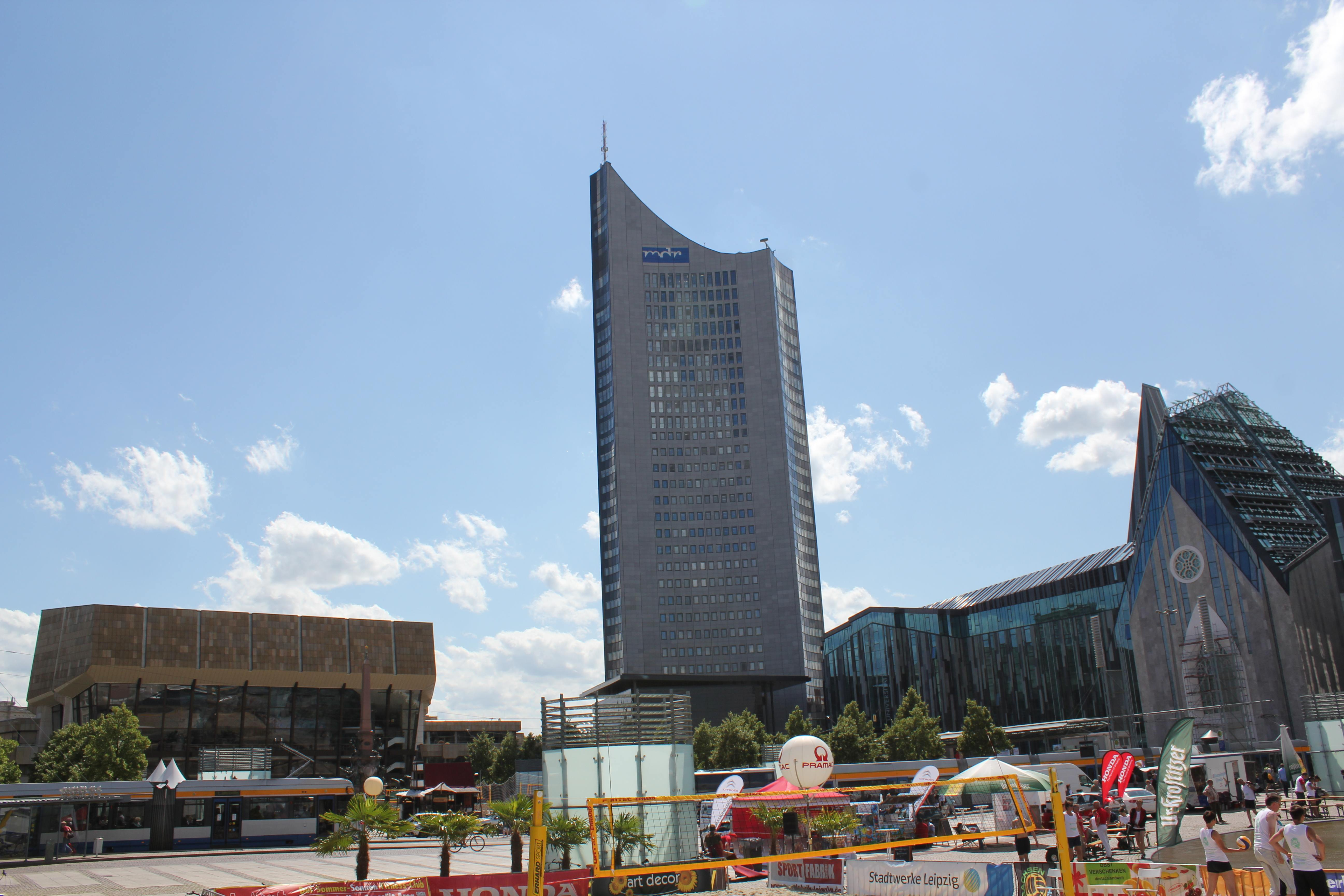
ゲヴァントハウスとシティ・ホッホハウス（ドイツ語版） 2012年6月
ゲヴァントハウス ロビー 2010年12月
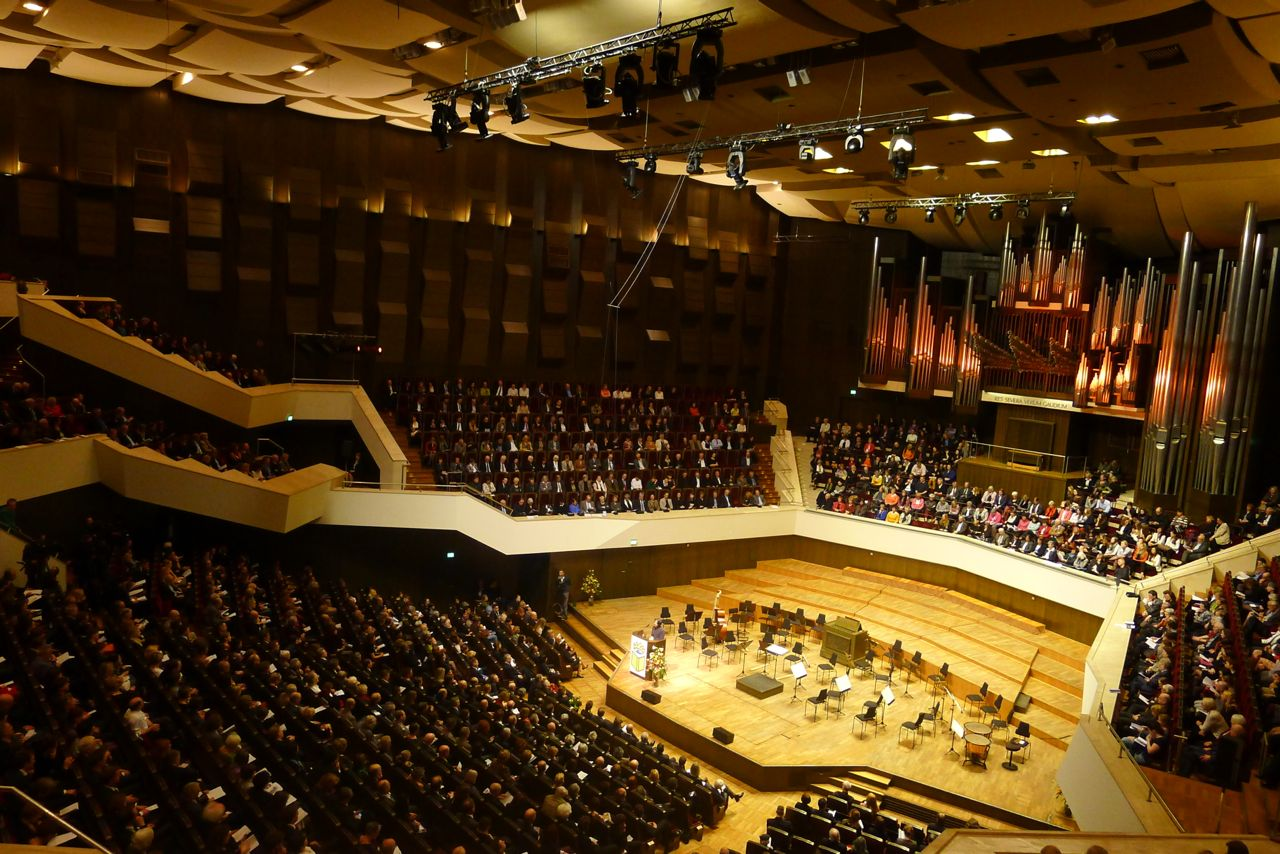
ヴィンヤード型の大ホール
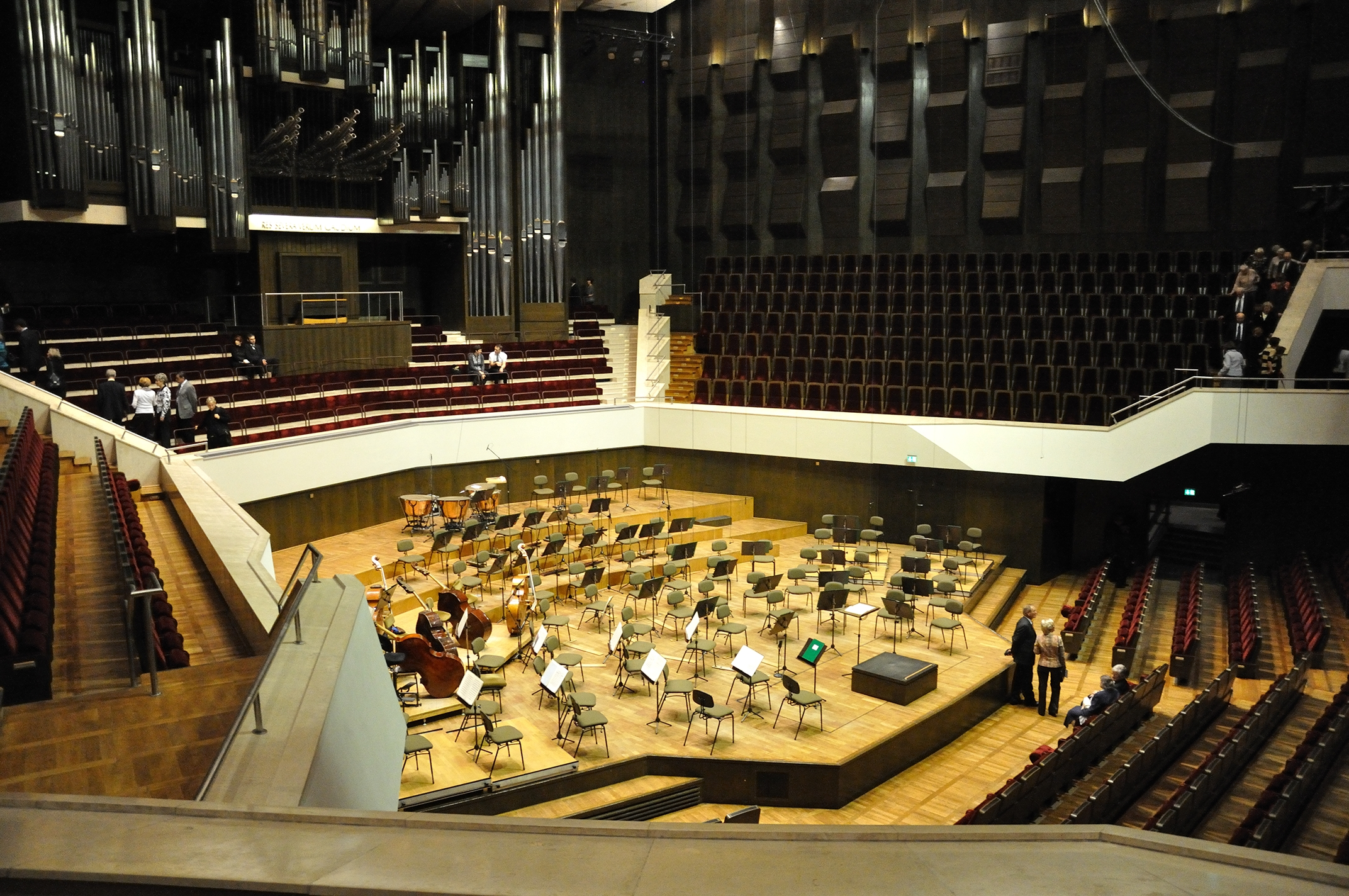
大ホール内観